# Institut international Erwin-Schrödinger pour la physique mathématique
L’Institut international Erwin-Schrödinger pour la physique mathématique (Erwin Schrödinger Institute, ESI) est un institut de recherche situé à Vienne, en Autriche, dont le but est de stimuler la fertilisation croisée entre les mathématiques et la physique. Il fait partie de l'université de Vienne et porte le nom du physicien autrichien Erwin Schrödinger (1887-1961).

## Mission
Le but de l'Institut Erwin-Schrödinger est de stimuler la recherche en mathématiques et en physique, en encourageant l'interaction de scientifiques de premier plan de ces deux disciplines. Ceci est principalement fait en organisant des ateliers et en invitant les mathématiciens (Fellows) pour passer un peu de temps (généralement un semestre) à l'institut. Grâce à son emplacement naturel dans le centre de l'Europe, il vise également à favoriser les échanges intellectuels entre l'est de l'Europe et le reste du monde.
Il a des liens étroits avec la faculté de Physique et de la faculté de Mathématiques de l'université de Vienne et reçoit son financement de base du Ministère fédéral autrichien de la Science et de la Recherche. 
Il est membre de la Société mathématique européenne.

## Difficultés
Depuis 1993, l'Institut Erwin-Schrödinger (ESI) est constitué en tant qu'association privée. Le 25 octobre 2010, l'ESI a été informé sans avertissement préalable que son financement par le ministère autrichien de la science serait résilié à compter du 1er janvier 2011. Toutefois, en prenant en compte les fortes objections de la communauté scientifique internationale, cette décision a été revue, avec le résultat suivant :
L'ESI poursuit ses activités dans sa forme actuelle jusqu'au 31 mai 2011. Le 1er juin 2011, l'Université de Vienne créé une "Forschungsplattform" (plateforme de recherche) sous le nom de "Institut international Erwin-Schrödinger pour la physique mathématique'. Cette nouvelle plateforme perpétue la tradition scientifique de l'Institut - dans son emplacement actuel - et permet notamment de financer et de soutenir les activités scientifiques approuvés par l'ESI pour les années 2011 et 2012. Le ministère de la science a promis un financement de la nouvelle Forschungsplattform jusqu'en 2014, et probablement jusqu'en 2015.